# Ćuprija (općina)
Ćuprija (općina) (srpski: Општина Ћуприја) je općina u Pomoravskom okrugu u Srbiji. 
Po popisu iz 2002., grad je imao 20.585, a općina 33.567 stanovnika.
Grad je smješten na ušću rijeke Ravanice u Veliku Moravu.
Nalazio se na strateški važnoj rimskoj cesti koja je spajala Konstantinopol s Rimom, pa je tamo podignut garnizon, a kasnije grad poznat pod nazivom Horreum Margi. U srednjem vijeku se nazivao Ravno. U 15. stoljeću su ga osvojili Turci, te podigli most, odnosno ćupriju po kojoj je dobio novo ime.

## Naselja
Batinac • Bigrenica • Virine • Vlaška • Dvorica • Ivankovac • Isakovo • Jovac • Kovanica • Krušar • Mijatovac • Ostrikovac • Paljane • Senje • Supska • Ćuprija